# Gino Rossi
Gino Rossi   (Piacenza, 29 de maig de 1908 - Milà, 1987) va ser un boxejador italià que va competir durant la dècada de 1930.
El 1932 va prendre part en els Jocs Olímpics de Los Angeles, on guanyà la medalla de plata de la categoria del pes semipesant  del programa de boxa, en perdre la final contra David Carstens.